# Бассери

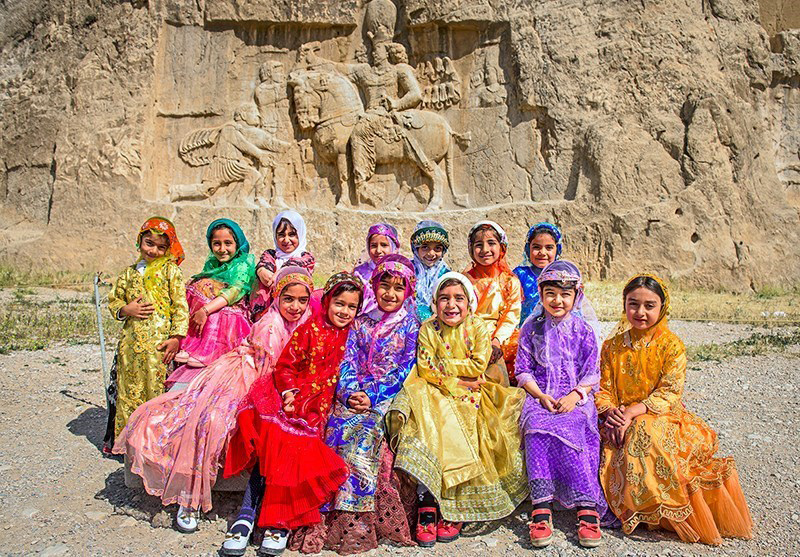
Дети бассери в Накше-Рустаме, 2020.

Бассери (перс. باصری‎) — кочевое племя, живущее на юге Ирана, в остане Фарс, недалеко от Шираза.
По оценкам 1953 года, около 2500 семей бассери сохраняли кочевой образ жизни, в начале XXI века их осталось 1139 (7911 человек). Общая численность племени на начало XXI века оценивается в 20-25 тыс. человек.
Предполагается арабское происхождение племени. Бассери говорят на диалекте фарси.
Традиционно бассери являются кочевыми или полукочевыми скотоводами, в основном разводят овец и коз, чьи шкуры они продают. Организация племени отличалась иерархией и наличием одного вождя, имевшего большую власть над членами племени.
Племенной вождь Бассери, Мухаммад-хан Заргами, находился в конфликтных отношениях с иранским правительством как до, так и после Исламской революции, вплоть до своей гибели в 1980 году.
В XIX и начале XX века бассери входили в конфедерацию пяти кочевых племён (ایلات خمسه).